# Mauritius
Mauritius vagy hivatalos nevén Mauritiusi Köztársaság (francia: République de Maurice, angol: Republic of Mauritius, mauritiusi kreol: Repiblik Moris) kicsiny szigetállam az Indiai-óceánon, Madagaszkártól kb. 900 km-re keletre fekszik. 
Két nagyobb és több apró szigetből áll. Mauritius és Rodriguez szigetei, a még Franciaországhoz tartozó Réunion és egy sor kisebb sziget Mascarenhas-szigetcsoport néven ismert.
A főváros és legnagyobb város, Port Louis Mauritiuson, a fő szigeten található, ahol a lakosság nagy része koncentrálódik.
A lakossága többnemzetiségű, többnyelvű és több vallású, de az egyetlen afrikai ország, ahol többségben hindu népesség él. A lakosság többsége a mauritiusi kreol nyelvet beszéli.
A portugálok egykori gyarmata holland terület (1638-1710) majd a franciák területe (1715-1810), majd 1810-ben brit gyarmati birtok lett, egészen 1968-ig, amikor kivívta a függetlenségét. Ezután kezdetben monarchia volt a Nemzetközösségen belül, II. Erzsébet államfővel az élen, majd 1992-ben köztársaság lett. A függetlensége óta tagja az Afrikai Uniónak és a Nemzetközösségnek. A politikai rendszer a brit Westminsteri rendszeren alapul.

## Földrajz

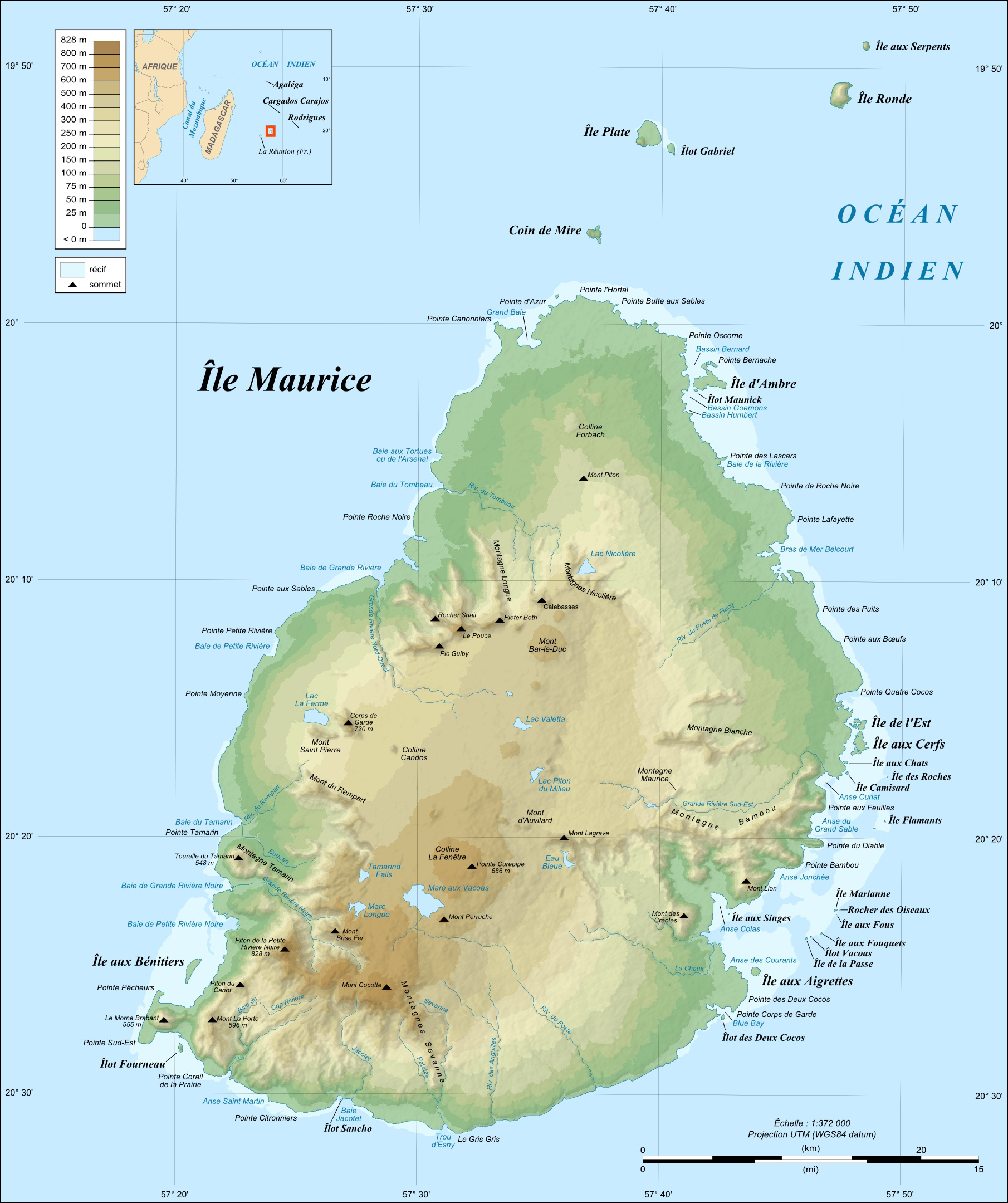
Mauritius domborzati térképe

A 19°50' és 20°32' déli szélességi és az 57°18' és 57°46' keleti hosszúsági fokok között fekszik.
Összterülete 2046 km²; ebből maga Mauritius, a fősziget 1865 km², a tőle 560 km-re fekvő Rodriguez-sziget 104 km², a mintegy 1000 km-nyire északra található Agalega-szigetek 75 km², a 400 km-rel északkeletre fekvő St. Brandon- és Cargados Carajos-szigetek összterülete mindössze 1,3 km²; a 22 sziget többsége lakatlan korallszirt.

### Domborzat
A fő sziget észak-déli irányban 58 km, kelet-nyugati irányban 47 km, kerülete 330 km.
Mauritius nagy része a délnyugat felé fokozatosan emelkedő központi fennsík. Legmagasabb csúcsa a 828 m-es Piton de la Petite Rivière Noire csúcs. Mauritiuson nincs aktív tűzhányó (viszont Réunionon igen). A fennsíkot a Moka, a Corps de Garde, a Pieter Both és még néhány csúcs (a Piton du Milien, valamint a Motte a Thérese) veszi körül.
Rodriguez-sziget legmagasabb pontja 396 m.
Agalega-szigetek két, homokpaddal összekötött korallszigetből áll.

### Vízrajz
Legnagyobb folyója, a Grande Riviére 35 km hosszú.

### Éghajlat
Mauritius a Baktérítő közelében fekszik, így éghajlata szubtrópusi. A nyár decembertől júniusig, a tél júliustól szeptemberig tart. Nyáron az átlaghőmérséklet 30 °C körül van, télen éjszaka 17 °C, kora délután 24 °C körül. A kettő között – szeptembertől novemberig – az átlaghőmérséklet 25 °C és 28 °C között van.
A központi fennsík éghajlata eltér a sziget többi területén lévő éghajlattól: télen 12 °C és 22 °C között, nyáron 18 °C és 30 °C között van. A levegő párás és szinte folyton esik az eső. A sziget délkeleti oldalán az éves csapadék eléri a 4000 mm-t; az északnyugati (esőárnyékos) parton „mindössze” 1000 mm.

### Élővilág, természetvédelem
Közel 900 fajta virágos növény és páfrány található, de a növények közül kb. 200 fajta közel áll a kipusztuláshoz.
44 őshonos állat élt a szigeteken, de ebből 21 faj már kihalt és továbbiak állnak a kipusztulás szélén. Ezen folyamat megállítására létrehozták a Black River Gorges Nemzeti Parkot, az őshonos madarak és denevérek számára.
A Gerald Durrell zoológus és író által 1963-ban alapított JWPT (Jersey Wildlife Preservation Trust) tagjai fogságban szaporítják a veszélyeztetett állatokat, felnevelik, majd szabadon engedik őket.
A tengerben tengeri teknősök, dugongok és halak élnek, a szárazföldön madarak és gyümölcsevő denevérek. A gyümölcsevő denevérek a Black River rezervátumban élnek.

#### Emlősök
A szigeten az ember megjelenése előtt denevéreken kívül nem voltak más szárazföldi emlősök.
A sörényes szarvas Jáváról hozták a telepesek 1639-ben. A közönséges makákót 1528-ban hozták a portugálok Malajziából. A cukornád-ültetvényeken táplálkozó farkatlan tanrek Madagaszkárról érkezett a 19. század vége felé. A szürke mongúzt 1900-ban hozták a cukornádat dézsmáló patkányok ritkítására. A vaddisznók szintén a portugálok segítségével érkeztek a szigetre, és ugyancsak a cukornád-ültetvényeken lakmároznak. Indiai nyúl, kecske és kutya él még a szigeten.

#### Kétéltűek és hüllők
Indiából érkezett az agáma és a sikló is. Őshonos faj a nappali gekkó. Őshonos volt a Földön valaha élt legnagyobb óriásteknős a mauritiusi nyereghátú óriásteknős. De az ember megjelenése után az 1730-as évekre kihalt.
A békákat a telepesek hurcolták be, és kedvező körülményekre találva elszaporodtak.
A mindössze másfél négyzetkilométeres Kerek-szigeten él három, csak itt honos gyíkfaj (a Günther-gekkó, a Telfair-szkink és az éjszakai gekkó) és két, csak itt honos kígyófaj (a rőtpikkelyű boa és a mauritiusi boa) – emellett itt áll a világ utolsó hurrikánpálmája és ez a Kerek-szigeti palackpálma egyetlen élőhelye is: már ebből a fajból is csak néhány tucat fa maradt).

#### Madarak

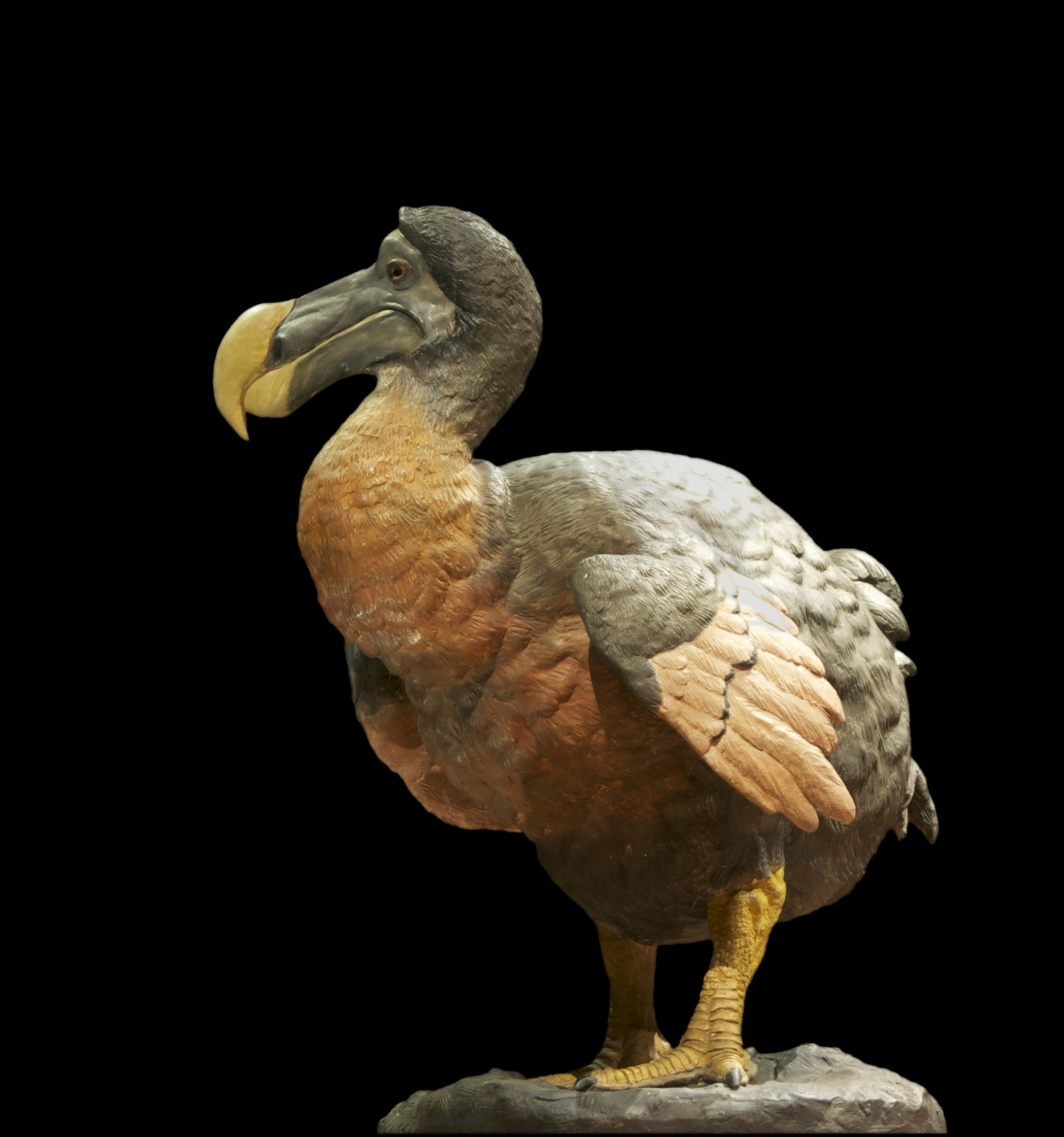
A kipusztított mauritiusi dodó madár

A röpképtelen dodó az oktalanul kiirtott állatok szimbólumává vált. Állítólag két fajtája volt: a Mauritiuson honos barna dodó, avagy dronte és a réunioni szoliter, avagy fehér dodó (Raphus solitairius) volt – napjainkra azonban jóformán bizonyosra vehető, hogy ez utóbbi állat sosem létezett; a tudósok tévesen írták le az ugyancsak kihalt réunioni íbiszről szóló bizonytalan beszámolók alapján.
Az őshonos madarak közül a mauritiusi sándorpapagáj (Psittacula echo; más néven: visszhang papagáj, Psittacula krameri echo), a rózsás galamb (Streptopelia mayeri), a mauritiusi vércse (Falco punctatus) és a mauritiusi paradicsom-légyvadász (Terpsiphone bourbonnensis), a mauritiusi sándorpapagáj, a nem őshonos madarak közül a vörösfülű bülbül, az indiai varjú, a Malajziából érkezett a gyöngyösnyakú gerle és a zebragalambocska , valamint pásztormejnó él a szigeten.
A dodóhoz hasonlóan kipusztult az ugyancsak röpképtelen mauritiusi vörös guvat Aphanapteryx bonasia és két papagájfaj. A mauritiusi papagáj (Lophopsittacus mauritianus) – ez egy hatalmas, tarajos, a valódi papagájformák közé tartozó madár volt, amely valamennyire még tudott repülni. Valószínűleg már a szigeten különült el tőle az ugyancsak kihalt mauritiusi szürkepapagáj (Lophopsittacus bensoni) fejlődése.
A Kígyók szigetén tengeri madarak telepét találjuk: füstös és küszvágó csérek, piroslábú szulák élnek itt.
A Kerek-szigeten fészkel a mauritiusi viharmadár (Pseudobulweria aterrima) más néven ékfarkú vészmadár (Pterodroma aterrima), a trinidadi viharmadár (Pterodroma arminjoniana) és a vörösfarkú trópusimadár. A mindössze másfél négyzetkilométeres sziget egyúttal három fa-, három gyík- és két kígyófaj egyetlen élőhelye.

#### Nemzeti parkja
A sziget közepének fennsíkján, a „Fekete folyó szurdokában” alakították ki a Fekete-folyó Szurdok Nemzeti Parkot.

## Történelem
Az arab tengerészek fedezték fel először a lakatlan szigetet 975 körül és elnevezték Dina Arobinak.

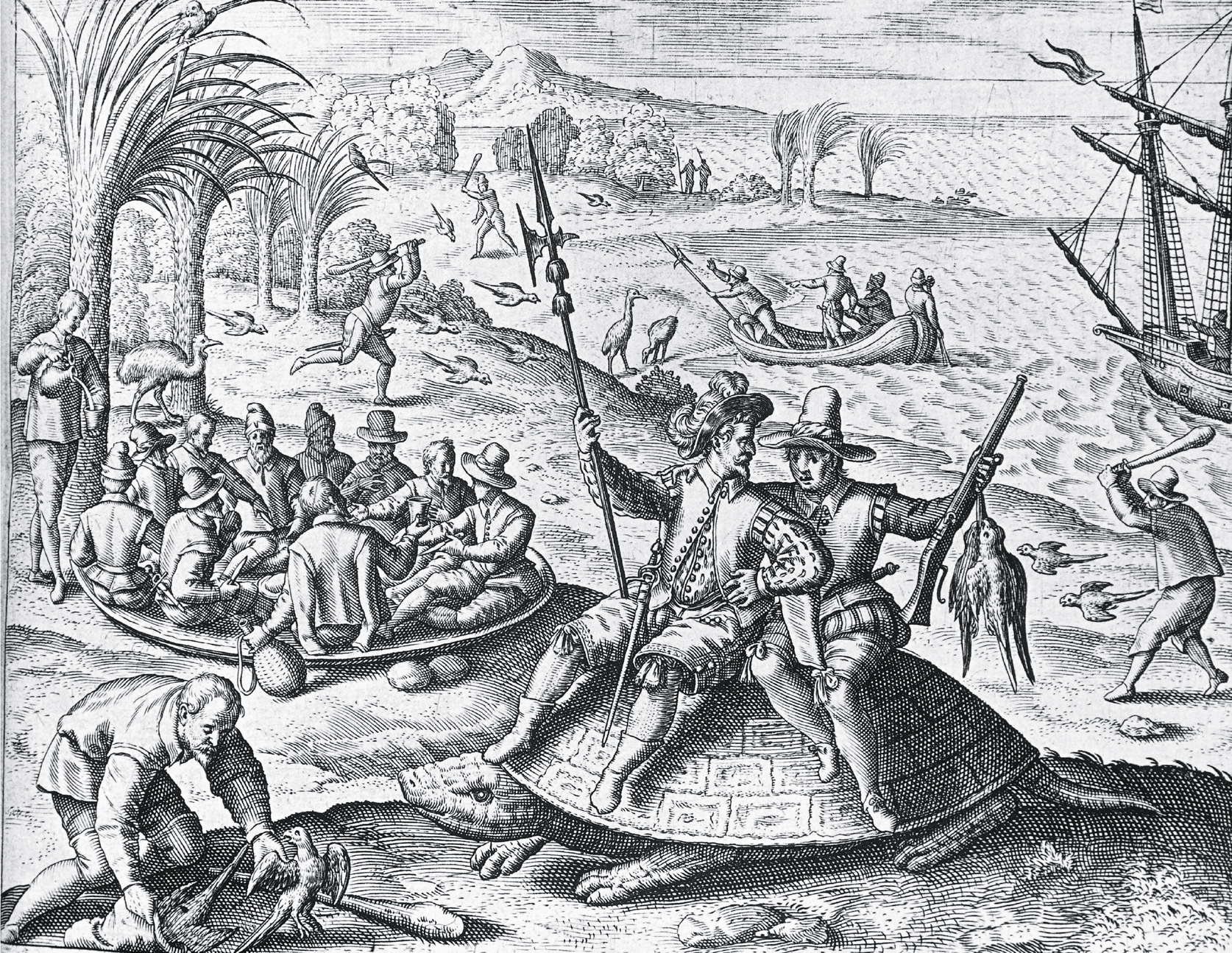
A hollandok az 1500-as évek végén

1507-ben megérkeztek a portugálok, majd később a hollandok is, de a sziget 1638-ig lakatlan volt, amikor is a hollandok Móric orániai herceg (hollandul: Maurits van Nassau) tiszteletére települést alapítottak a szigeten.
Az ő jelenlétük vezetett a röpképtelen dodómadár gyors eltűnéséhez, amely azóta az egyik legismertebb példája lett a fajok kihalásának. 
A hollandok 1710-ben elhagyták a pénzügyileg nehéz helyzetbe került településüket, bár számos, korábban rabszolgasorban élő ember ottmaradt. 1722-ben a franciák létrehozták a későbbiekben rendkívül jövedelmező, cukornádültetvényekre összpontosító gyarmatot, ami az Afrika más részeiről Mauritiusra hozott rabszolgák munkájára támaszkodott. 
Az 1790-es években a szigeten rövid ideig autonóm uralom volt, amikor az ültetvénytulajdonosok elutasították a francia ellenőrzést a francia forradalom idején ideiglenesen érvényben lévő, a rabszolgaságot megszüntető törvények miatt. 
Nagy-Britannia 1810-ben a napóleoni háborúk alatt elfoglalta a szigetet, mivel stratégiai szempontból fontos volt a birodalomnak. 
A rabszolgaság 1835-ös eltörlését követően az indiai szubkontinensről származó, fizetett munkások érkeztek a szigetre, akik az ültetvényeken való munkát el tudták végezni a rabszolgák helyett. Ma az ő leszármazottjaik alkotják a lakosság többségét. 
Mauritius stratégiailag fontos brit haditengerészeti támaszpont, később pedig légibázis maradt, és a második világháború alatt szerepet játszott a tengeralattjáró- és konvojellenes műveletekben, valamint a hírszerzésben.

Brit Mauritius zászlaja 1923–1968 között
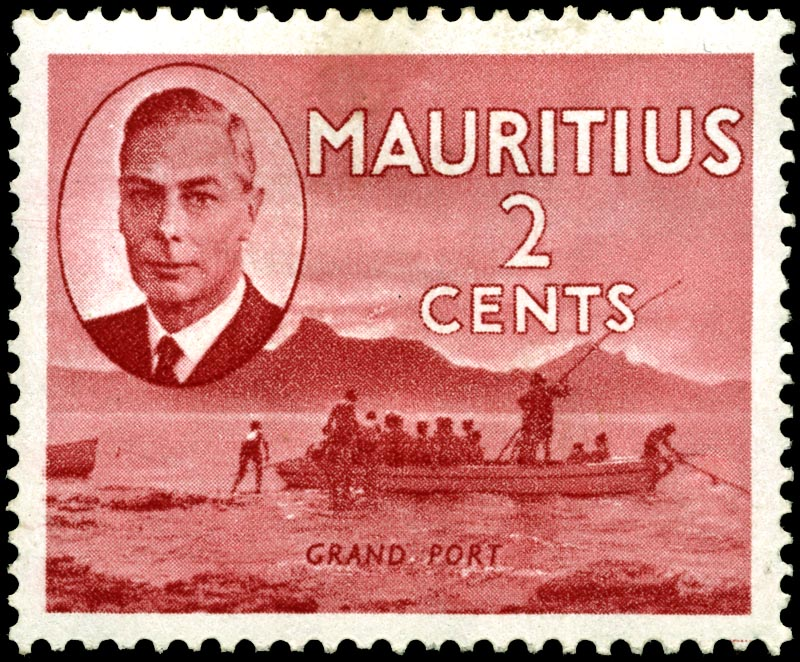
Mauritiusi brit gyarmati postabélyeg VI. György király portréjával
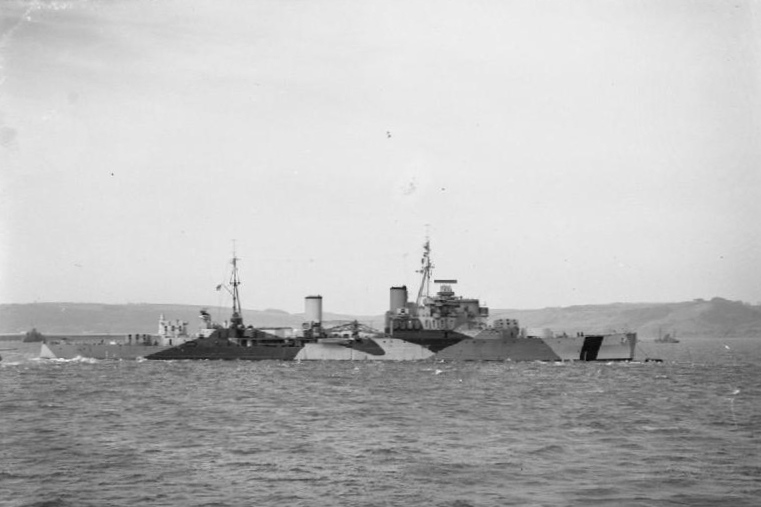
A brit Mauritius gyarmatról elnevezett HMS Mauritius brit könnyűcirkáló 1942-ben

### Függetlenség
1968-ben lett független parlamenti köztársaságként Nagy-Britanniától, de egészen 1992-ig nemzetközösségi királyság volt az államformája, perszonálunióban az anyaországgal. 1967 és 1992 között II. Erzsébet, mint Mauritius királynője uralkodott.
1992-ben Mauritius államformája köztársaság lett. II. Erzsébetet, mint Mauritius királynőjét a helyi köztársasági elnök váltotta az államfői tisztségben.
2020 júliusában az MV Wakashio japán tulajdonú ömlesztettáru-szállító hajó Mauritius partjainál zátonyra futott egy korallzátonyon és nehézolaj szivárgott egy érintetlen lagúnába, súlyos környezeti katasztrófát okozva.

## Államszervezet és közigazgatás

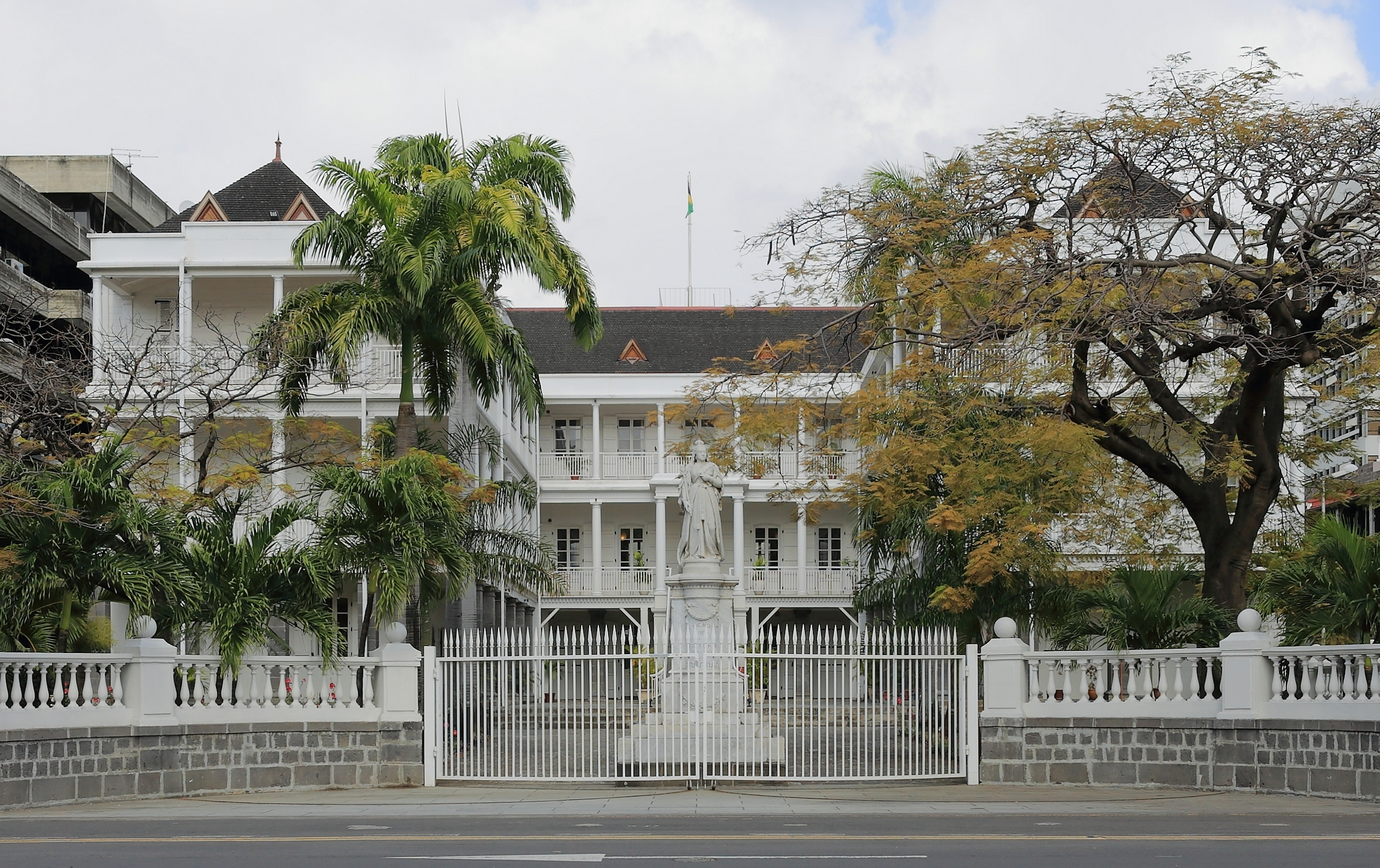
Kormányépület, Port Louis

### Alkotmány, államforma
Politikája szerint az ország egy parlamentáris köztársaság.

### Törvényhozás, végrehajtás, igazságszolgáltatás
Mauritius államfője az elnök, akit a Nemzeti Tanács – az egykamarás parlament – választ meg 5 év időtartamra. A Nemzeti Tanácsnak 62 – közvetlenül választott – képviselője van, 4-8 további taggal, akiket a választás eredményei alapján a „legjobb vesztes” jelöltek közül neveznek meg, tekintetbe véve az etnikai kisebbségek képviseletét. Az országot a westminsteri rendszer szerinti kormányzásban irányítják.
Mauritius gyakran ellentmondásos koalíciós politikáját két kiemelkedő család uralta, amelyek mindegyikének apa-fia párosa több, gyakran egymást nem követő cikluson keresztül volt miniszterelnök. Seewoosagur Ramgoolam volt Mauritius első miniszterelnöke, akit Anerood Jugnauth, fia, Navin Ramgoolam és Paul Raymond Berenger követett, aki a függetlenség utáni Mauritius egyetlen nem hindu miniszterelnöke volt. 2017-ben Pravind Jugnauth lett a miniszterelnök, miután apja rövid időn belül lemondott, és 2019-ben saját jogán választották meg.
A legutóbbi általános választás 2019. november 7-én volt a fő sziget 20 választókerületében és a Rodriguez-szigeti választókerületben. A Harcos Szocialista Mozgalom (franciául: Mouvement Socialiste Militant, angolul: Militant Socialist Movement, rövidítve: MSM) vezetője, Pravind Kumar Jugnauth került az ország miniszterelnökének megválasztására.

### Közigazgatási beosztás
Mauritius 9 kerületből áll:
| Mauritius kerületei | 1. Black River 2. Flacq 3. Grand Port 4. Moka 5. Pamplemousses 6. Plaines Wilhelm 7. Port Louis 8. Riviere du Rempart 9. Savanne |

## Népesség
Népsűrűsége a legmagasabb Afrikában.
A lakosság sokszínű, a szigetország európai hatalmak általi gyarmatosítása, a rabszolgaság, valamint az indiai és kínai munkások betelepítése és bevándorlása nyomán.  

### Népességváltozás

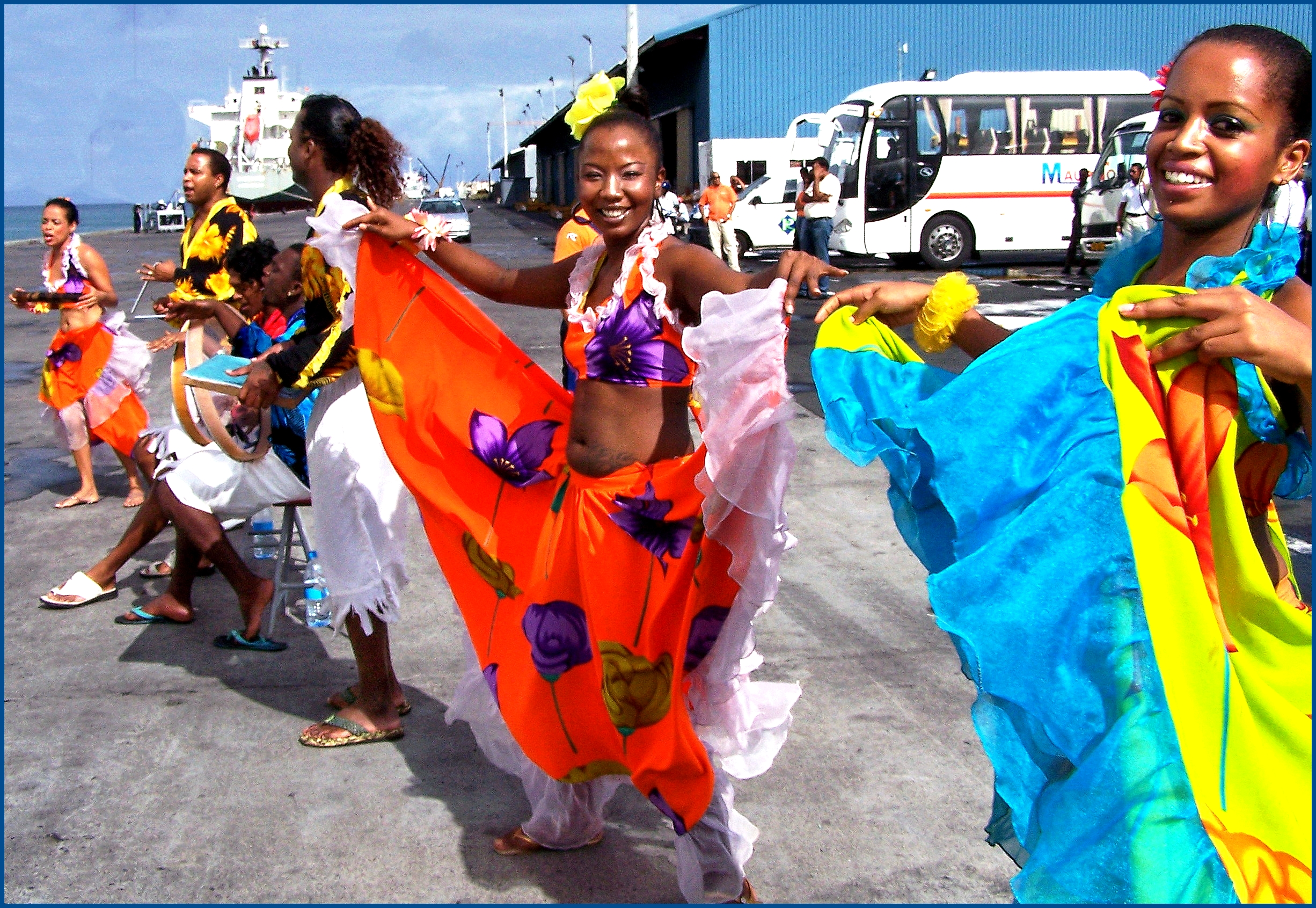
Táncoslányok

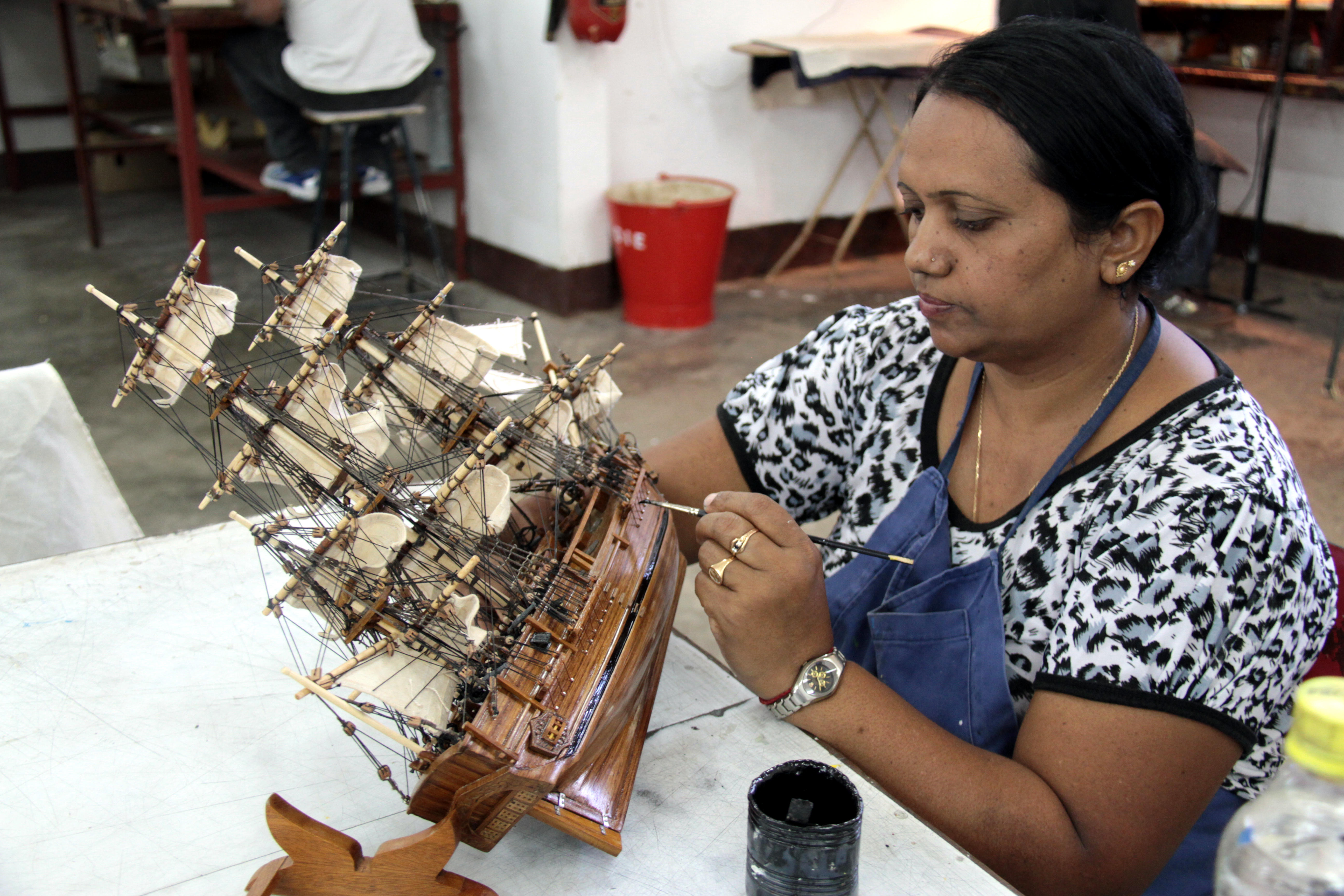
Dolgozó nő

| Lakosok száma | 659 351 | 768 813 | 852 053 | 933 499 | 1 012 221 | 1 058 775 | 1 133 996 | 1 204 621 | 1 244 121 | 1 264 613 |
|               | 1960    | 1966    | 1972    | 1978    | 1984      | 1990      | 1996      | 2002      | 2008      | 2017      |

### Etnikai megoszlás
A lakosság 68%-a indiai származású, 27%-a kreol, 3%-a kínai és 2%-a francia. A lakosság összetételéből adódóan a miniszterelnök mindig indiai származású.

### Nyelvi megoszlás
A mauritiusi alkotmány nem tesz említést hivatalos nyelvről. Az Alkotmány csak megemlíti, hogy az Országgyűlés hivatalos nyelve az angol; azonban bármely parlamenti tag franciául is megszólíthatja az elnököt.
Az angolt és a franciát Mauritius de facto az ország nemzeti és közös nyelvének tekintik, mivel ezek a kormányzati adminisztráció, a bíróságok és az üzlet nyelvei. Mauritius alkotmánya angol nyelven íródott, míg egyes törvények, például a polgári törvénykönyv és a büntető törvénykönyv francia nyelven íródtak. A mauritiusi pénznemen szerepel a latin, a tamil és a dévanágari írás is.
A mauritiusi lakosság többnyelvű; míg mauritiusi kreol az anyanyelve a legtöbb embernek, de folyékonyan beszélnek angolul és franciául; hajlamosak a helyzetnek megfelelően nyelvet váltani. A franciát és az angolt előnyben részesítik oktatási és szakmai környezetben, míg az ázsiai nyelveket főleg zenei, vallási és kulturális tevékenységekben használják. A média és az irodalom elsősorban francia nyelven jelenik meg.

### Vallás

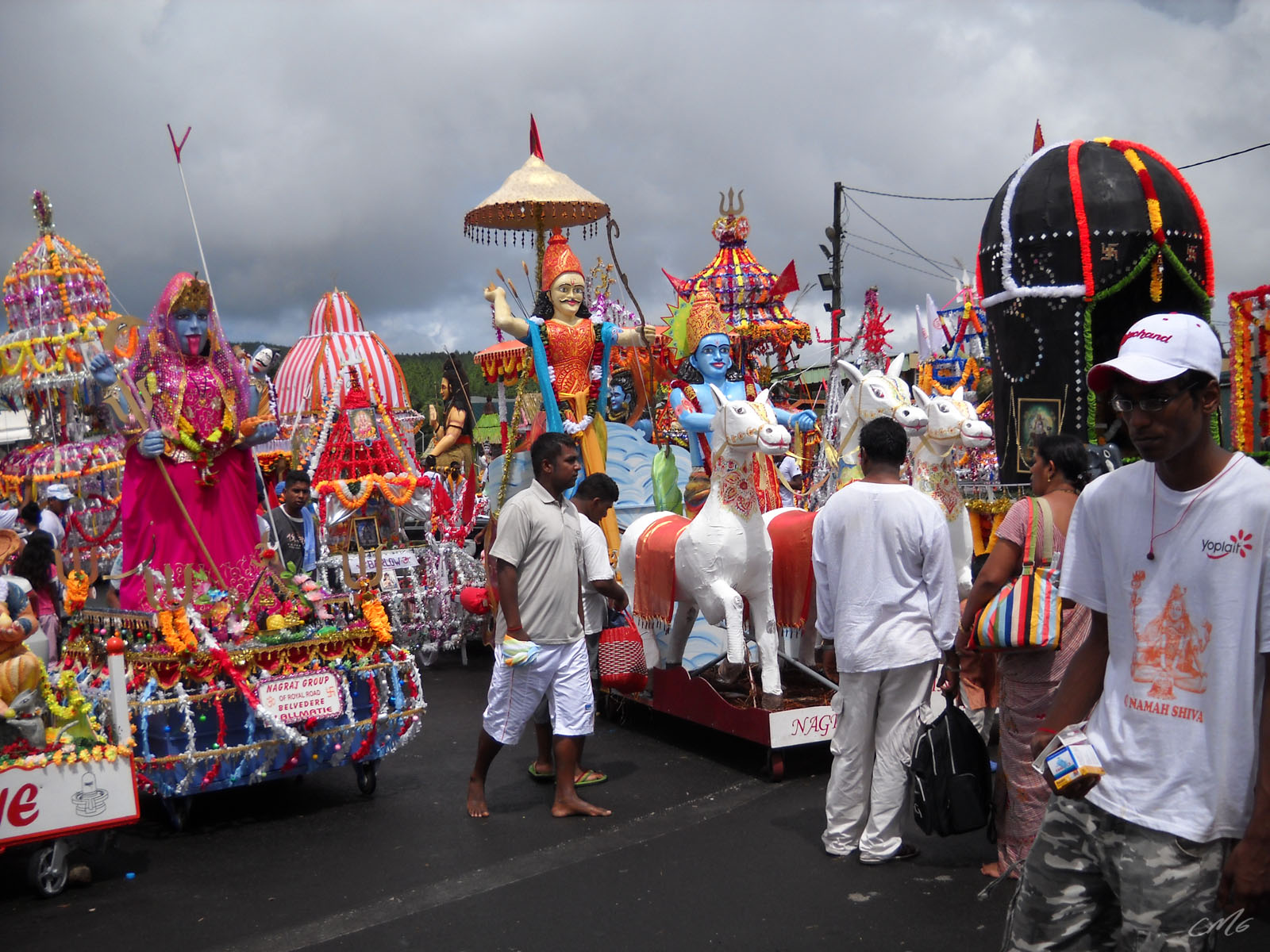
Hindu vallási fesztivál

A 2011-es népszámlálás szerint a mauritiusi lakosság 48,5% -a követi a hinduizmust, ezt követi a kereszténység (32,7%), az iszlám (17,2%) és más vallások (0,7%). 0,7% vallotta magát valláson kívülinek, 0,1% pedig nem válaszolt.
A népesség sokszínűségéből adódóan a kultúra és a vallás is sokszínű. Láthatóak hindu (mandir) és keresztény templomok, mecsetek, kínai pagodák, de buddhista sztúpa is.

## Gazdaság

### Általános adatok

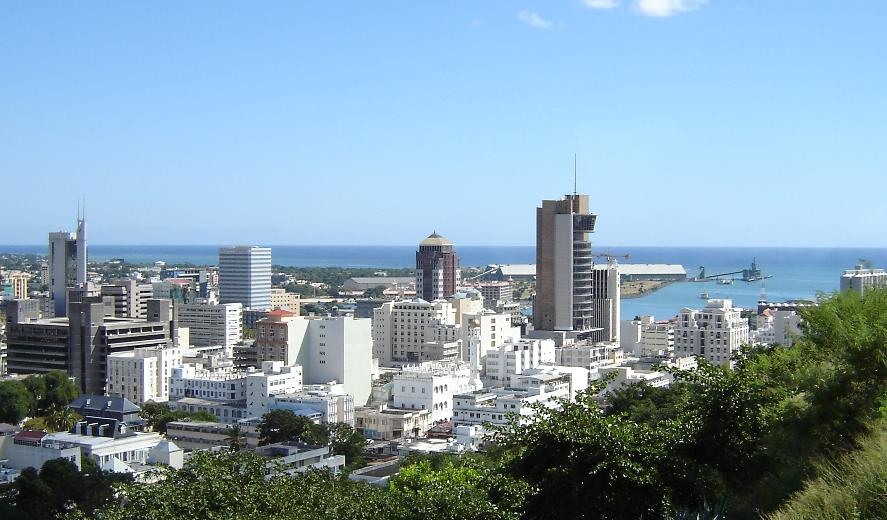
Port Louis

1968-as, Nagy-Britanniától való függetlensége óta Mauritius alacsony jövedelmű, mezőgazdaságon alapuló gazdaságból magas jövedelmű, diverzifikált gazdasággá fejlődött, amelynek alapja az idegenforgalom, a textilipar, a cukor és a pénzügyi szolgáltatások. Mauritius gazdasági történetét a függetlenség óta „mauritiusi csodának” és „Afrika sikerének” nevezik. Az életszínvonal jelentősen nőtt, a gyermekhalandóság csökkent, és az infrastruktúrát nagyban fejlesztették.
1987-ben a GDP még csak 1,52 milliárd dollár volt, de 2005-ben elérte a 16 280 milliárd dollárt, és ezzel Mauritius egy főre jutó GDP-je a második Fekete-Afrikában: csak Egyenlítői Guinea előzi meg az olajexportnak köszönhetően.
Mauritius gazdasága más oldalról nagyon összetett, a vagyoni különbségek nagyok. A gazdaság főként a cukornádtermelésén, az idegenforgalmon, a textiliparon és a szolgáltatásokon alapul, de egyéb területek is gyorsan fejlődnek.
Cukornádat termelnek a művelt földek 90%-án, és ez adja az export 25%-át. Az 1999-es aszály számottevő károkat okozott.
A kormány fejlesztési stratégiája a külföldi befektetésekre fókuszál. Adóparadicsomként Mauritius több mint 9000 off-shore céget vonzott, sok ezek közül az Indiával és Dél-Afrikával való kereskedelmi együttműködést célozza, míg egyedül a bankszektorba történt befektetések értéke meghaladja az 1 milliárd dollárt. Ezek azonban csak az adóelkerülés miatt vannak az országban bejegyezve, valós gazdasági tevékenységüket másutt végzik.
A gazdasági teljesítmény 2000 és 2004 között erőteljes gazdasági növekedéssel és 7,6%-os munkanélküliséggel (2004. december) járt együtt. Franciaország az ország legjelentősebb kereskedelmi partnere, sokoldalú kapcsolatokkal. A műszaki segítségnyújtás változatos formái alakultak ki.

### Gazdasági ágazatok

#### Mezőgazdaság
Legjelentősebb terménye, a termőterületének 90%-án termesztett cukornád. További növények: kókuszdió, kávé, vanília, tea, banán és dohány.

#### Idegenforgalom
Mauritius turisztikai célpont, az idegenforgalmi szektor a gazdaság egyik fő pillére. A szigetország trópusi éghajlatot élvez, tiszta, meleg tengervízzel, strandokkal, trópusi faunával és növényvilággal, többnemzetiségű és kultúrájú lakossággal.

## Közlekedés

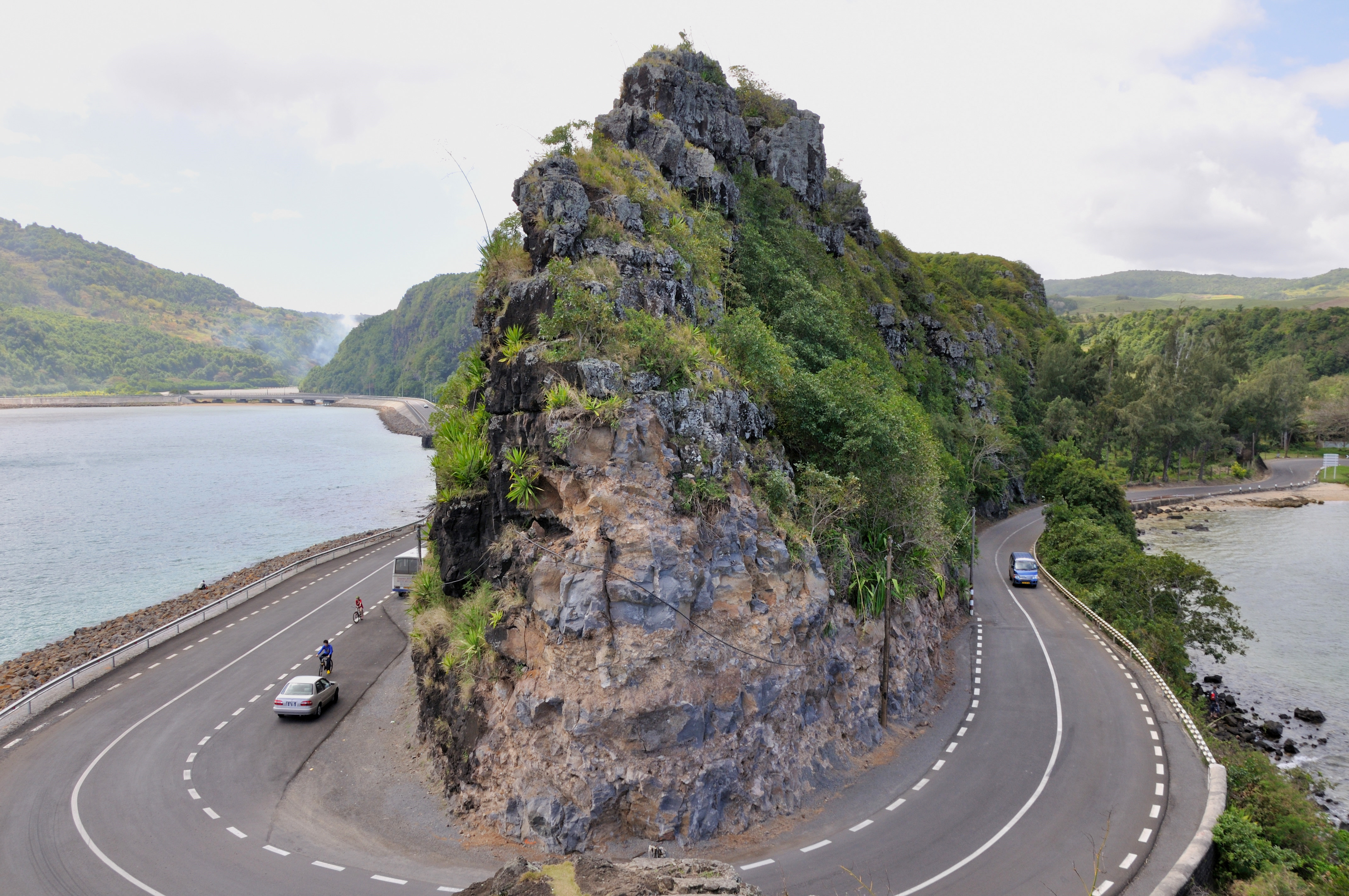
Hajtűkanyar egy óceánparti úton

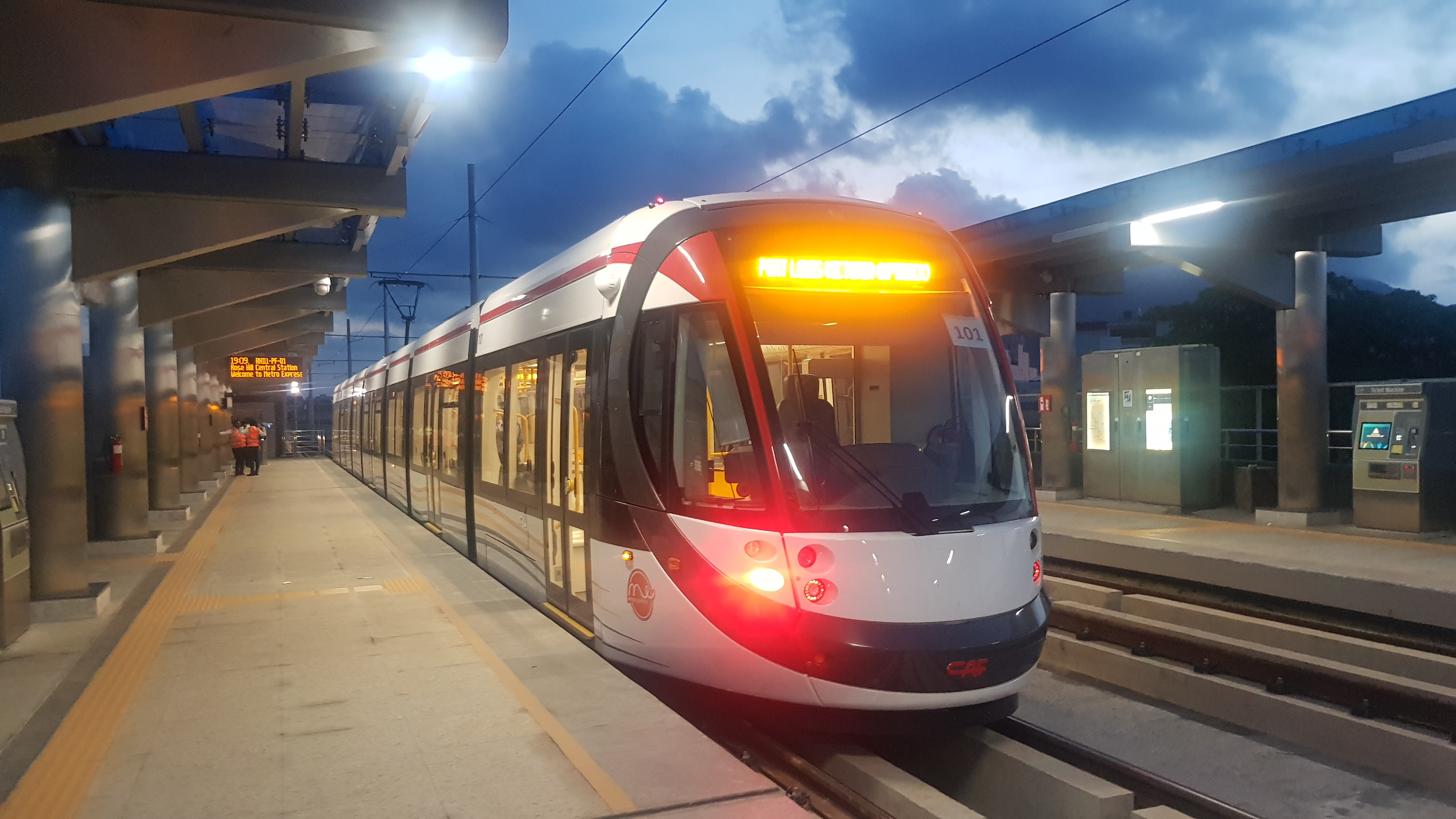
Mauritiusi könnyűvasút

A közlekedés elsősorban a szigetet behálózó autóutakon történik, lévén, hogy vasúti szolgáltatást 1964-ben bezárták és csak évtizedek után indult el újra. Ahhoz, hogy a forgalmi torlódások megszűnjenek Curepipe és Port Louis között, javasolták egy könnyű vasútvonal (LRT) kiépítését.
2005 júliusa óta a diákok, a fogyatékkal élők, valamint az idősek számára ingyenes a tömegközlekedés az országban.
Mauritius legjelentősebb reptere a Sir Seewoosagur Ramgoolam nemzetközi repülőtér, mely a sziget délkeleti csücskében található. Ez szolgál bázisául az állam nemzeti légitársaságának, az Air Mauritius-nak, és ez fogadja a szigetre érkező utasszállító gépeket. Jelenleg egy új utasterminál építése zajlik itt, mely előreláthatólag 2013 áprilisára készül el.

## Telekommunikáció
| Hívójel prefix | 3B |
| ITU zóna       | 53 |
| CQ zóna        | 39 |

## Kultúra

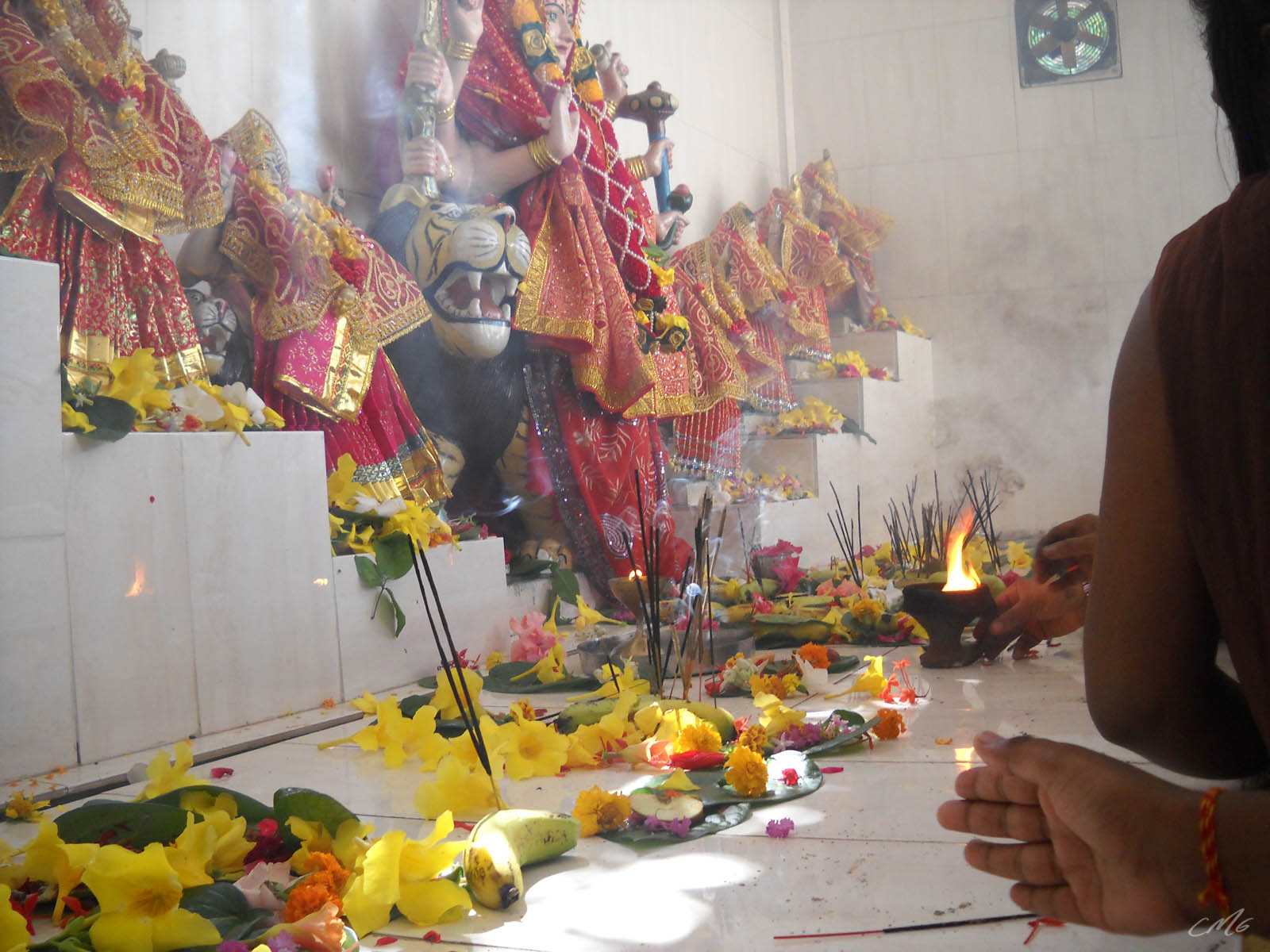
Vallási szentély a keleti vallásúaknál

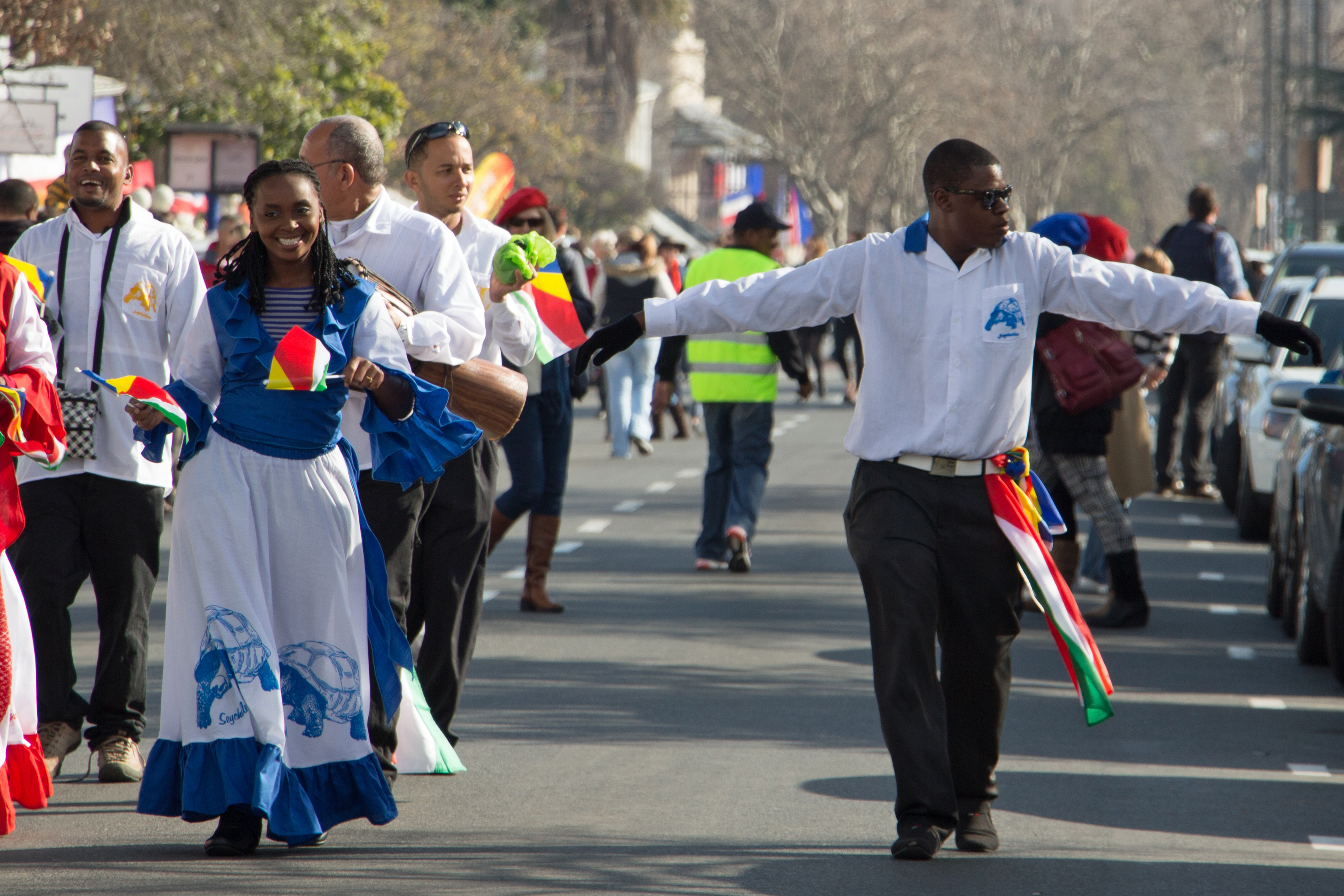
Sega táncosok

Európai, indiai, kínai és afrikai kultúra található a szigeten. Ezek a kultúrák anélkül, hogy összeolvadnának, békésen élnek egymás mellett a szigeteken.  Az ország kultúrája tükrözi a változatos etnikai összetételét a különböző vallásokon, vallási ünnepeken, a konyhaművészeten, a zenén és a folklóron keresztül.
Az üzleti életben együtt dolgoznak a különböző származású emberek, de hétvégére mindenki visszavonul a saját, hagyományos világába.

### Oktatási rendszer
- ESSEC Business School

### Kulturális intézmények

#### Kulturális világörökség
Az UNESCO kulturális világörökségnek tekinti:
- Aapravasi Ghat;
- Le Morne kultúrtáj.

### Művészetek

#### Zene
Mauritius fő zenei műfajai a sega  és fúziós műfaja, a seggae, a bhojpuri népdalok, az indiai filmzene, különösen a Bollywood-i, valamint a klasszikus zene, elsősorban a nyugati klasszikus zene és az indiai klasszikus zene.

### Gasztronómia
Mauritius konyháját befolyásolja a sziget trópusi elhelyezkedése, valamint az országot jellemző kulturális sokszínűség. A mauritiusi konyha az afrikai, kínai, európai (főleg francia) és indiai hatások keveréke. Az ételek és ételkészítési gyakorlatok zöme a francia kultúrából, másrésze az egykori afrikai rabszolgáktól, valamint a 19. században érkező indiai munkásoktól és kínai bevándorlóktól származik.
Leggyakoribb növényi hozzávalók a paradicsom, a hagyma, a bámia, a padlizsán, a cayote, a fokhagyma és az erőspaprika. A rizs, halak, rákok és a tenger gyümölcsei szintén alapvető összetevői különféle mauritiusi ételeknek. Széles körben elterjedt fűszerek az erőspaprika, a kardamon és a szegfűszeg.
Népszerű készítmények az indiai eredetű padlizsántorta, az édesburgonyából készült torta vagy az erőspaprikás torták, amelyek nevükkel ellentétben nem torták, hanem tortácskaszerű könnyű harapnivalók. Francia eredetű nassolnivalók a tápiókakeksz, kukoricapuding és a nápolyi.

## Turizmus

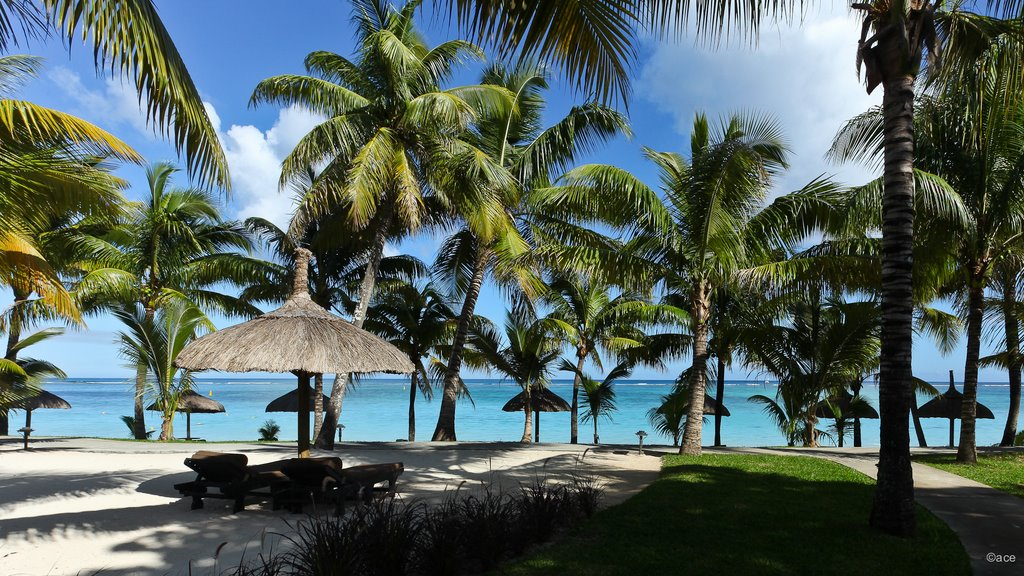
A Trou aux Biches Hotel udvara a tengerparton

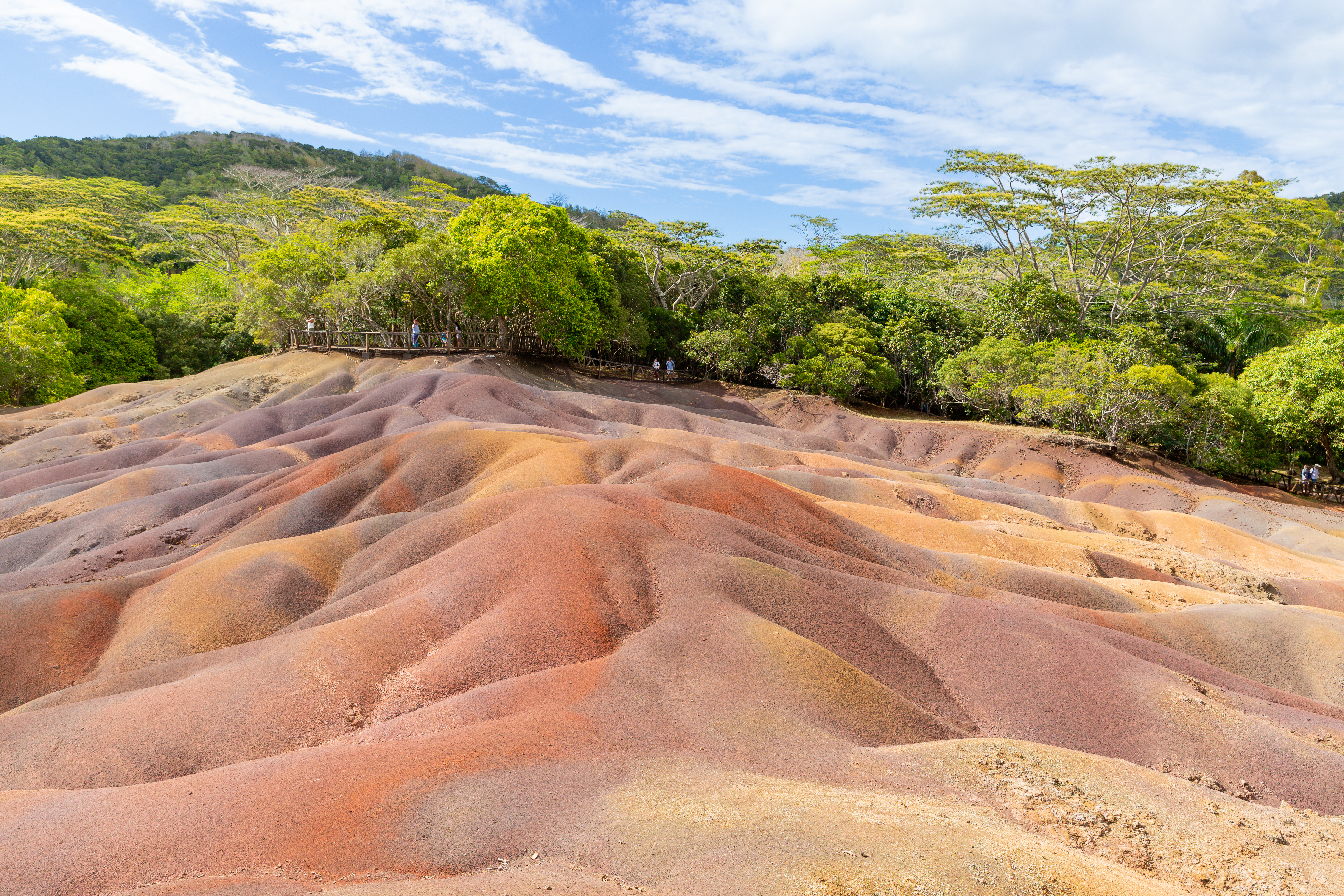
A főbb látnivalók egyike, a Hétszínű föld

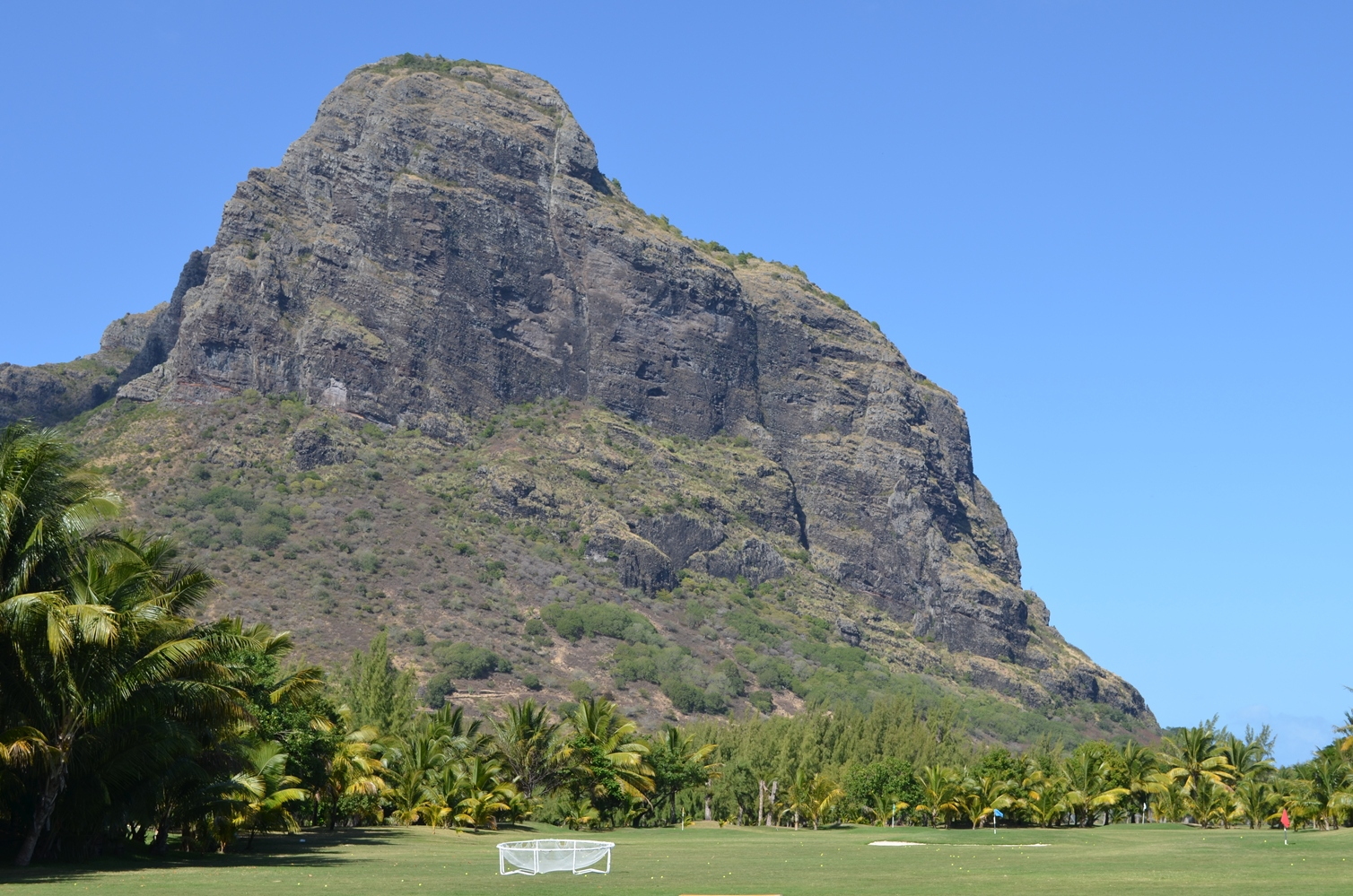
A Le Morne hegy, és egy, a tövében elterülő golfpálya

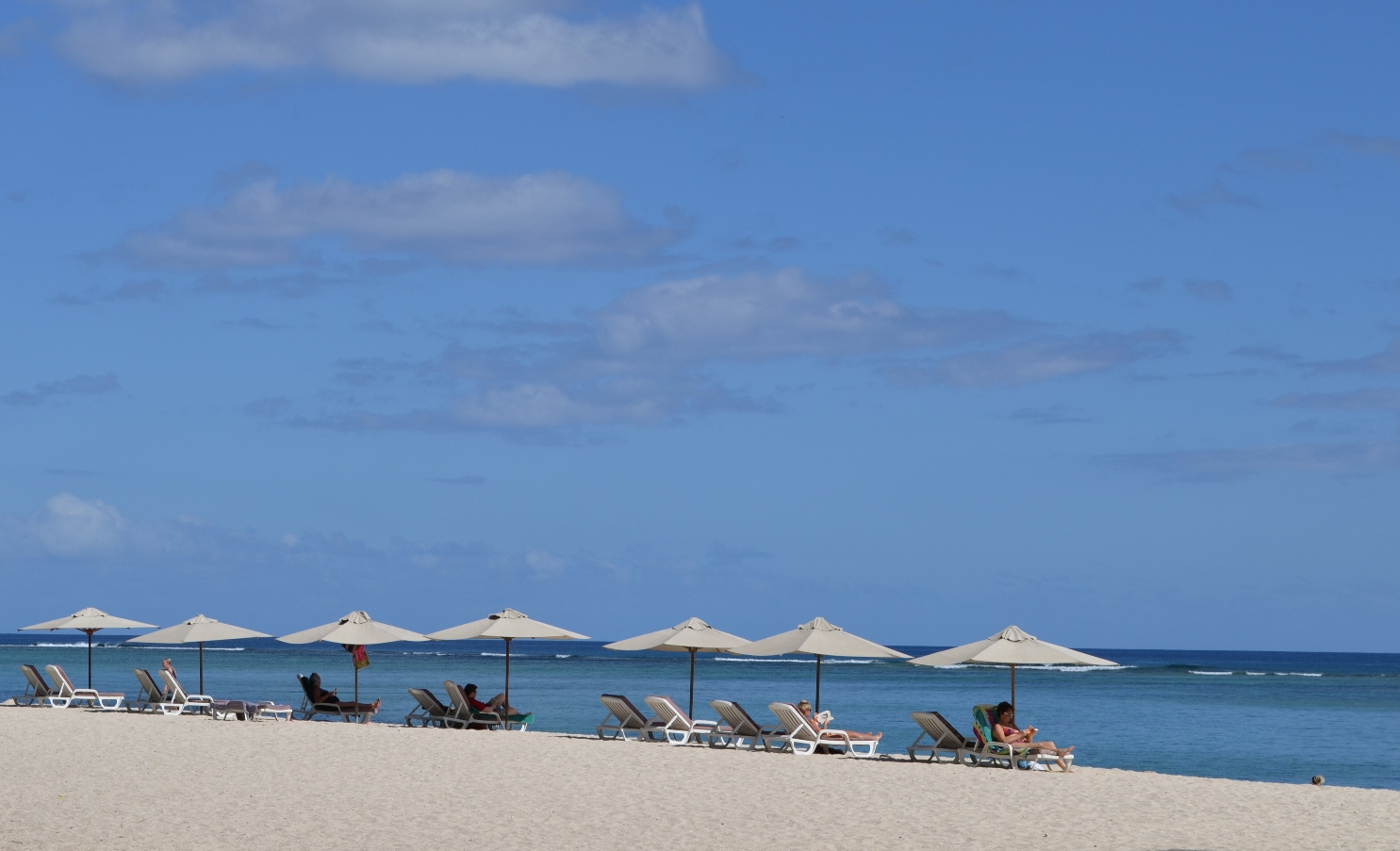
Flic-en-Flac népszerű strandja

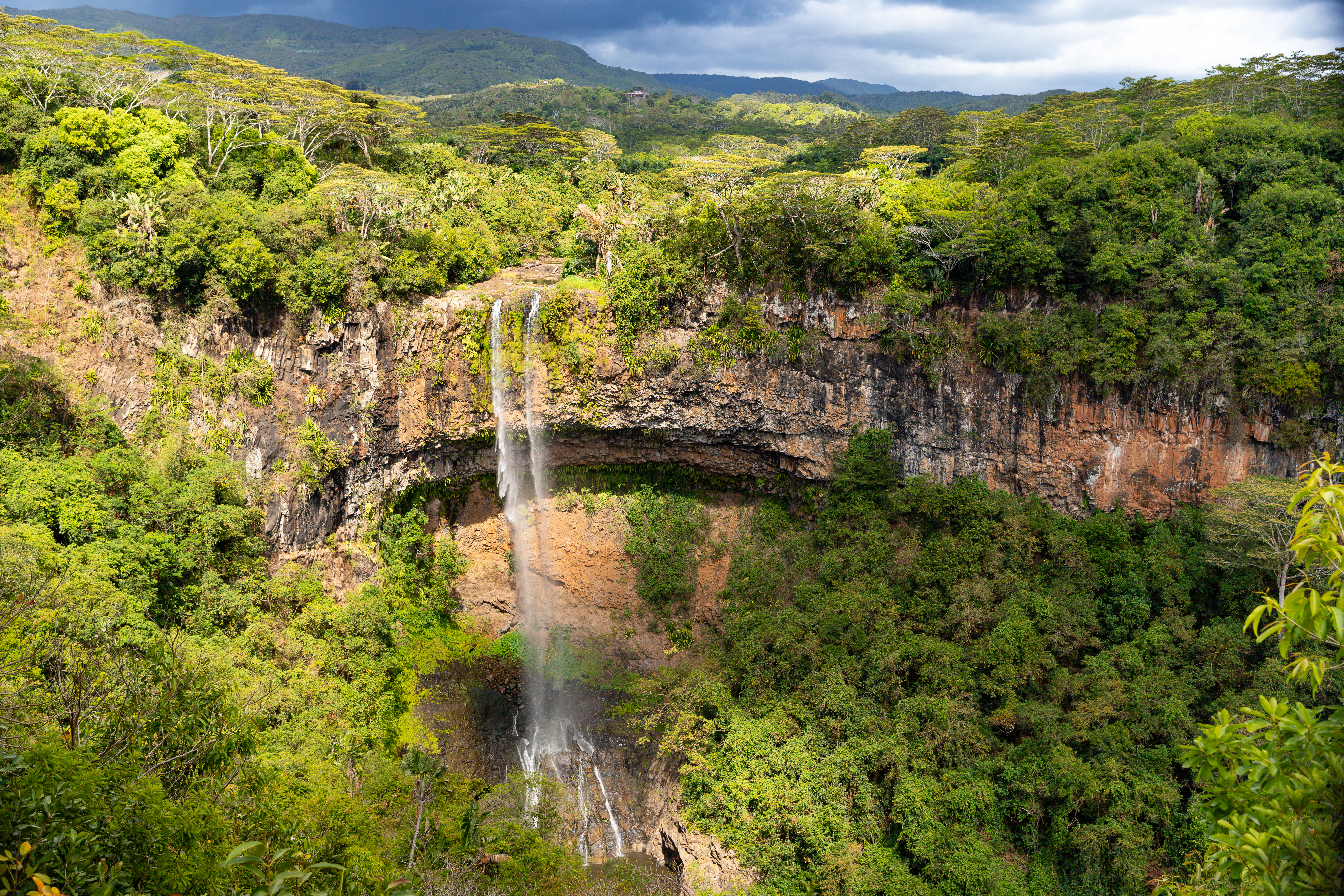
A sziget egyik legnépszerűbb turistacélpontja, a Chamarel-vízesés

A sziget északi részén többnyire fehér homokos tengerpartot és lagúnákat találunk. Itt található a főváros, Port Louis is, ahol sok vallási épület – katedrális, templomok, pagodák és mecsetek – tekinthető meg. Főtere a Place des Armes.
A déli rész teljesen érintetlen terület, mert túl szeles.
Látnivalók:
- Mahébourg városa, amely 15 percre van autóval a nemzetközi repülőtértől: a francia időszakban ez a város volt a sziget székhelye
- Naval Múzeum (Tengerészeti Múzeum)
- La Vanille Crocodile Park: krokodilok és hüllők tekinthetők meg az 1985 előtt még vanília-ültetvényként használt területen
- Sonillac halászfalu: Telfair Garden és Rochester Falls vízesés

A nyugati részen is találhatóak homokos partok, de nem olyan fejlett mint az északi rész.
- Flic en Flac: a leghosszabb partszakaszok egyike
- Tamarin Beach
- Casuela Bird Park: 8 hektáros madárrezervátum körülötte cukornádföldekkel
- Martello-tornyok: 5 torony, amelyet az angolok építettek 1810 és 1846 között védelmi célból a francia flotta ellen
- Riviere Noire Centre de Peche horgászparadicsom
- Chamarel-vízesés (83 m magas)
- Coloured Earth – Színes-földek
- Le Morne-félsziget
- Brabaut-hegy (a Le Morne-félsziget része): a 17. és a 18. században ide menekültek a szökött rabszolgák. Amikor a hegyről meglátták a katonákat, a tengerbe vetették magukat.

A keleti részt csak az utóbbi években kezdték el fejleszteni.
Fontosabb helyek:
- Ile aux Cerfs, a Szarvasok-szigete
- Grande Riviere Sud-est (Nagy-Délkeleti-folyó)
- Pointe-du-Diable
- Cente de Flacq (Belle Mare strand és Fuel Sugar Estete cukorgyár)
- Trou d'Eau Douce Bay kikötő
- Lion-hegy (Oroszlán-hegy)
- Domain de Chasseur (Vadász háza)
- Domain de Ylang Ylang (Ylang Ylang ültetvény)
- Frederick Hendrick-erőd (a hollandok építették 1638-ban)
- Le Val Nature Park (2800 hektáros rezervátum)

A központi részen él a szigetlakók többsége.
Jelentősebb városok:
- Curepipe
- Beau Bassin-Rose Hill
- Quatre Bornes

Látnivalók Curepipen:
- Trou aux Cerfs vulkán, amely már rég kialudt (krátere 300 m átmérőjű és 85 m mély)
- Tamarin-vízesések

Látnivalók Rose Hill és Bean Bassin városában:
- La Plaza Színház
- Max Boullé Galéria
- Balfour Garden

Látnivalók Quattre Bornes-ban:
- Ganga Talao (Gangesz-tó)
- Black River Gorges Nemzeti Park

Magyar állampolgárok a beutazási feltételeknek való megfelelés esetén, 90 napnál nem hosszabb tartózkodásra, vízummentesen utazhatnak az országba.

## Sport

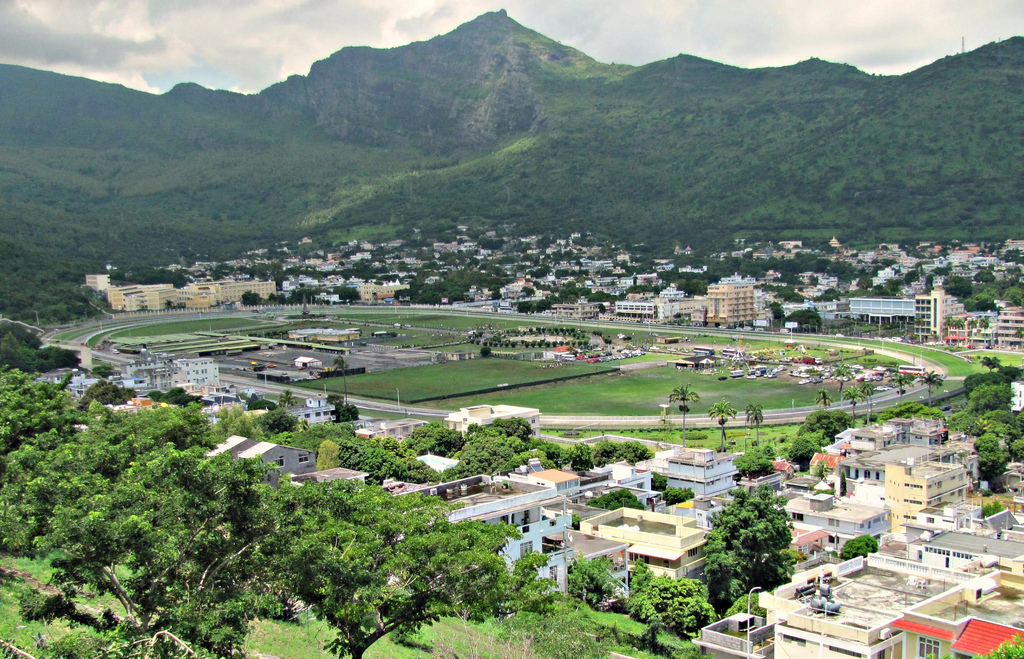
A Champ de Mars

A legnépszerűbb sport Mauritiuson a labdarúgás. Club M becenévvel illetett nemzeti csapatuk legjelentősebb nemzetközi sikere eddig az 1974-es afrikai nemzetek kupáján való szereplés volt, ahol nyeretlenül esett ki a csoportkörből. Adottságainak köszönhetően népszerűek még a vízi sportok, de szinte minden jelentős egyéni-, valamint csapatsport űzésére lehetőség van a szigeten.
Regionális szinten versenyképes sportolókkal bír. Számos érmet szerzett már az indiai-óceiáni szigeti játékokon, melynek két alkalommal, 1985-ben és 2003-ban volt házigazdája.
A nemzeti sportnak a lóversenyzés számít, amely szerves része a sziget kulturális örökségének. 1812-ben avatták fel a Champ de Mars versenypályát Port Louisban, mely a legöregebb lóversenypálya a déli féltekén.

### Olimpia
A Mauritiusi Olimpiai Bizottságot 1971-ben alapította Ram Ruhee, és 1972-ben vette fel tagjai közé a NOB. A téli olimpiai játékokon eddig nem képviselhette magát, a nyári játékokra ellenben 1984 óta minden alkalommal tudott sportolókat küldeni. A szigetállam első, és mindeddig egyetlen olimpiai érmét, egy bronzérmet 2008-ban nyerte Bruno Julie ökölvívásban.

## Ünnepek

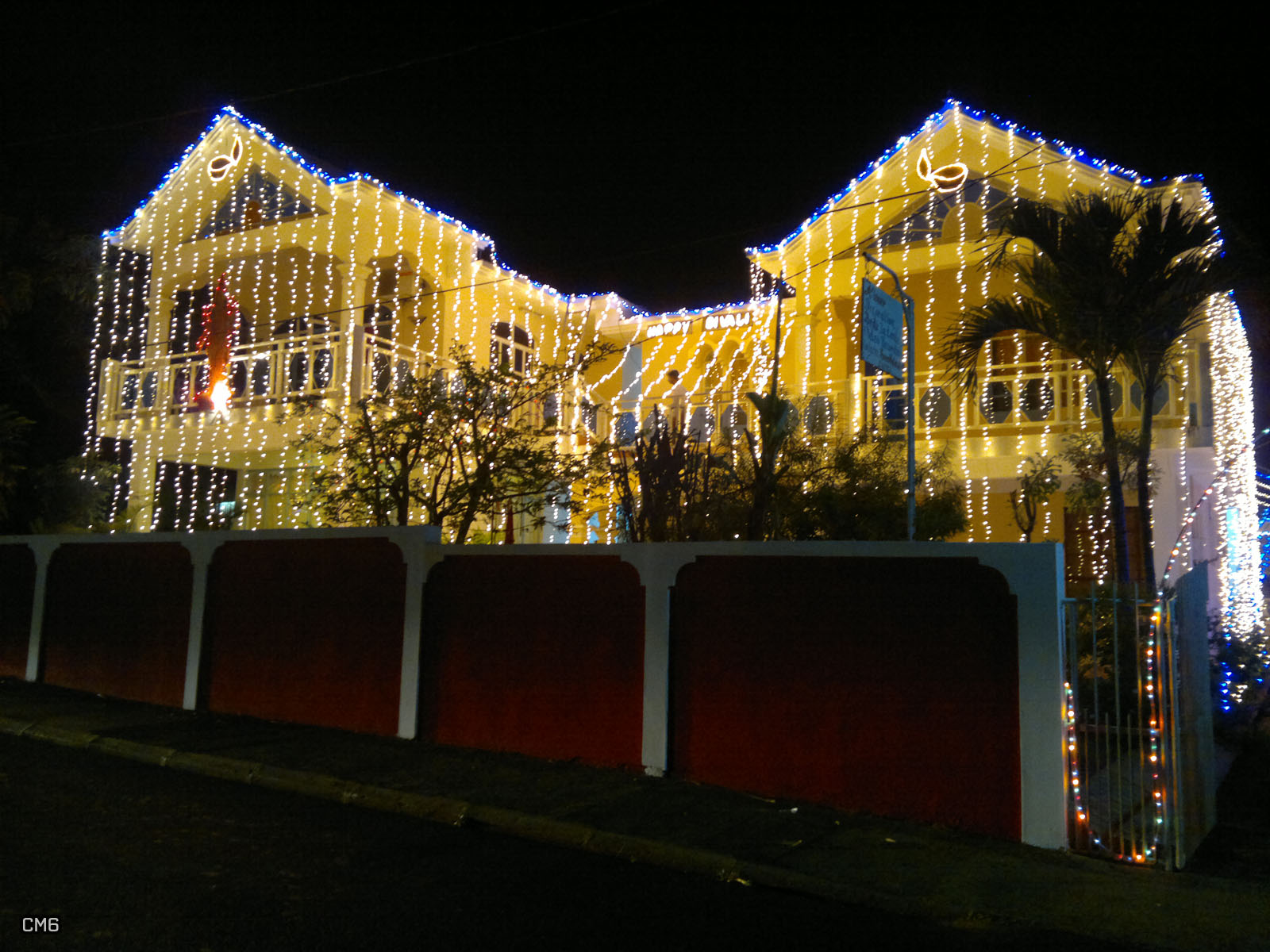
A Díváli ünnepére kidíszített épület

Színes kulturális múltjából fakadóan Mauritius több különböző vallás, etnikai közösség tart fesztiválokat.
Jelentősebb ünnepek:
- Spring fesztivál – kínai újév (januárban vagy februárban)
- Cavadee (hindu) – tamilok ünnepe (januárban vagy februárban)
- Maha Shivaratree (hindu) (februárban)
- Holi (hindu) (februárban vagy márciusban)
- Ougadi – telegu újév (márciusban)
- Díváli (hindu)
- Il-El-Fitr (Ramadán vége)

## Érdekességek

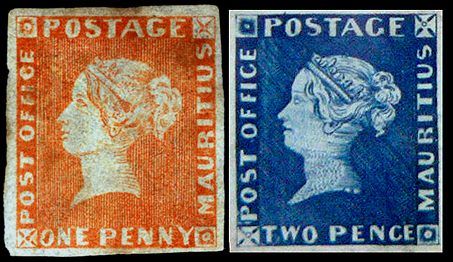
Együtt a Kék és a Vörös Mauritius

- Az Air Mauritius Légitársaság logóján a vörösfarkú trópusi madár található.
- Mauritius – Anglia, Svájc és Brazília után – a világon a negyedik olyan ország, amely bélyeget adott ki. A Kék Mauritius, aminek mindössze tizenkét példánya ismert (a Vörös Mauritiusnak tizennégy), a legendásan ritka bélyegek szimbóluma.
- A Mauritiuson található egyetlen autópályát magyar vállalkozók építették az 1970-es években. A vállalkozók azóta kint is élnek.

## Idézetek
- „Isten először megalkotta Mauritiust, majd lemásolta és létrehozta belőle az Édenkertet.” – Rudyard Kipling